# Kulaksız
Kulaksız és una mahalle del barri de Kasımpaşa del districte de Beyoğlu, a Istanbul, Turquia. És coneguda per ser el lloc de naixement del President de Turquia Recep Tayyip Erdoğan. Bona part del veïnat són cases antigues.